# ㆆ
ㆆ(여린히읗, 된이응)은 훈민정음의 자모 중 하나로 현대 한국어 표기에는 쓰이지 않는다.

## 역사
《훈민정음》에 따르면 ㆆ은 청탁의 구별에서 전청이고 조음 위치로는 목구멍소리로 설명하고 있어서 성문 파열음 [ʔ]으로 그 음가를 추정하고 있다.
15세기 문헌에는 관형격 표지에 나타났는데, 이는 이후에 -ㅅ로 대체되면서 사라졌다.
| 先考ㆆ ᄠᅳᆮ 몯 일우시니                            |
| “선친의 뜻을 못 이루시니” - 《용비어천가》(1447) |
| 어린〮 百ᄇᆡᆨ姓셔ᇰ〮이〮 니르고〮져〮 호ᇙ〮 배〮 이셔〮도〮                               |
| “어리석은 백성이 말하고자 할 바가 있어도” - 《훈민정음 언해》(1446) |
| 印을 子細히 보니 官ㆆ 字ᄅᆞᆯ 帶ᄒᆞ얏ᄂᆞ니 |
| - 《두시언해》(1481)                  |

### 한자음
《훈민정음 언해》(1446)에서는 ㆆ을 音과 挹의 첫소리로 썼다.
| ㆆᄂᆞᆫ〮 喉ᅘᅮᇢ音ᅙᅳᆷ이〮니〮 如ᅀᅧᆼ 挹ᅙᅳᆸ〮字ᄍᆞᆼ〮 初총發버ᇙ〮聲셔ᇰ셔ᇰᄒ라〮 |
| - 《훈민정음 언해》(1446)                          |
《동국정운》(1448)에서는 중국 음운학의 7음 청탁 낱자 체계에 맞춰서 성모가 ㅇ/∅/인 글자와 ㆆ/ʔ/인 글자를 구분해서 실었다. 또한 ㄹ 받침의 한자 음을 입성으로 만들기 위해 ㆆ을 병서해 ㅭ으로 나타냈다. 이러한 표기는 동국정운식 표기가 쓰이지 않게 되면서 사라졌다.

### 근대 이후
조선어 신철자법(1948)에서는 ㅅ 불규칙 활용을 나타내기 위한 기호로 ㆆ이 쓰였으며, 이름은 ‘ᅙᅵ으ᇹ’이었다.

## 코드 값
| 종류                  | 종류           | 글자   | 유니코드 | HTML     |
| --------------------- | -------------- | ------ | -------- | -------- |
| 한글 호환 자모        | 한글 호환 자모 | ㆆ     | U+3186   | &#12678; |
| 한글 자모 영역        | 첫소리         | ᅙᅠ     | U+1159   | &#4441;  |
| 한글 자모 영역        | 끝소리         | ᅟᅠᇹ     | U+11F9   | &#4601;  |
| 한양 사용자 정의 영역 | 첫소리         |     | U+F7FF   | &#63487; |
| 한양 사용자 정의 영역 | 끝소리         |     | U+F8F7   | &#63735; |
| 반각                  | 반각           | (없음) | (없음)   | (없음)   |